# INDIAN
INDIAN je český internetový herní pořad produkovaný společností MediaRealms sídlící v Praze-Ďáblicích, jež převzala audiovizuální produkci od studií FiolaSoft a GODS. Pořad býval vysílán i na televizních kanálech Metropol, Pohoda a Pětka. Redakce aktuálně tvoří převážně jednotlivé recenze, kratší tematická videa a novinkové souhrny na YouTube a články publikuje na webu indian-tv.cz.

## Historie
Předchůdcem pořadu Indian byl pořad FreewareWorld vysílaný na stanici PG24. Ten moderoval Filip Kraucher (Fiola) a Ladislav Nosákovec (Nosi). První díl pořadu Indian byl vydán v únoru 2008 na jejich webových stránkách. Od dubna 2012 až do konce ledna 2013 vysílala pořad televize Metropol a celostátní televize Pětka. Po zkrachování televize Pětka se pořad krátce přesunul na YouTube. Od května 2013 byl pořad vysílán na TV Pohoda. V únoru 2013 byl spuštěn vedlejší internetový projekt Indiana: Creeprovinky. Námět a scénář psal David Fišer. Creeprovinky se již nevysílají.
V roce 2013 přišel Indian o své dosavadní studio a zahájili kampaň na Startovači, kde vybrali 110 407 Kč. Získali tak více než pětinásobek požadované částky. V lednu 2014 spustilo FiolaSoft studio druhý projekt – Filmové novinky, recenzující nejnovější filmy. Roku 2019 byl tento pořad zrušen a nahrazen projektem NerdFix. V roce 2019 byl projekt Indian již distribuován společností MediaRealms. Od ledna 2020 se Indian kvůli upadajícímu zájmu televizního publika přesunul plně do internetového prostředí. Na začátku roku 2021 se přestal vysílat pořad HARDWARE TEST, který byl přesunut na nový projekt TechFeed.

## Úspěchy
V roce 2020 se server indian-tv.cz stal prvním zájmovým webem svého druhu co se umístil na vyhlašovaných pozicích ankety Křišťálová Lupa, o rok později se opět umístil na prvním místě a v roce 2022 se propadl na místo třetí a v roce 2023 skončil na druhém místě.

## Pořady a Redakce

### Pravidelné
- 90VTEŘIN (90HODIN pro rok 2022) – Originální novinkový pořad, který mísí rychlé informace s příběhem, dozvíte se vše důležité z celé herní scény a ještě se skvěle pobavíte[9]. V osmé sérii stopáž přesahovala "minutu třicet" a pořad se tak nazýval podle období které pokrýval[10]. (moderují Tomáš Otáhal a Tereza Krečová)
- INDIAN SHOWTIME – diskuzní speciál, který je vysílán pravidelně živě (moderují Filip Kraucher a Tomáš Otáhal)
- TOP 5 – pět zajímavostí ze světa her (moderuje Lukáš Andrys)
- TechFeed - rozbory počítačových periferií a techniky
- Vytrženo z kontextu - klipy a vtipné momenty z Indian SHOWTIME

### Nepravidelné
- Liveplay – živé vysílání nejnovějších videoherních titulů
- INDIAN – Televizní magazín o počítačových, konzolových a mobilních hrách vysílaný už od února 2008.(moderují Filip Kraucher a Tomáš Otáhal)
- PvP – Specializované rozhovory tváří v tvář nejen o herní scéně, ale také o různých osobnostech českého či slovenského vývojářského kolektivu

### Již nevysílané
- HARDWARE TEST – recenze a testy gadgetů, herních periférií a dalšího (přesunuto na jiný kanál s názvem TechFeed)
- FLASHBACK – Zavzpomínání na ty největší legendy ve speciálních videích zaměřených na historii videoherního světa.
- TNT – Tipy a Triky – pořad s triky a tipy pro hraní videoher
- Indian NOW! – shrnutí aktuálních událostí videoherní scény
- V KAPSE – pořad o mobilních hrách (moderoval Ondřej Rys)

### Vedení projektu
- Filip Kraucher – Fiola (Zakladatel projektu, producent)
- Tomáš Otáhal – Gelu (Vedoucí produkce, producent)
- Jakub Červinka – Červ (Spolumajitel projektu, investor)

### Tvůrčí tým
- Michal Burian – Miky (Šéfredaktor magazínu)
- Jan Kalný – Honzas4400 (Redaktor, korektor, editor)
- Tereza Krečová – Terka (Redaktorka)
- Jakub Holienka - Holis (Střihač)
- Mgr. Marek Čabák – Killer (Výkonný redaktor s titulem)

### Redakční tým
- Petr Duppal – Duppy (Redaktor, editor)
- Lukáš Andrys – Pixelorez (Redaktor)
- Jakub Kadlus – Erimaerim (Redaktor, editor)
- Dominik Vysloužil – Cerberos (Redaktor, editor)
- Daniela Artimová - Dada (Redaktorka, Editorka)
- Martin Cvrček – Cvrnda (Redaktor)

### Back office
- Vojta Šiman – Fluppy (Editor, Skladatel)
- Jan Bukva - Buk (Správce webu)